# Fate/EXTRA
《Fate/EXTRA》（日語：フェイト/エクストラ）是由TYPE-MOON和IMAGEEPOCH開發，Marvelous Entertainment发售的一款角色扮演游戏。是根据TYPE-MOON的文字冒险游戏《Fate/stay night》改編而成的。其後推出本作後續作品《Fate/EXTRA CCC》、《Fate/EXTELLA》、《Fate/EXTELLA LINK》。
2016年3月在AnimeJapan 2016的Fate Project新作發表會宣佈推出電視動畫《Fate/EXTRA Last Encore》，並於2018年1月27日起東京都會電視台、日本BS放送等電視台深夜時段首播。

## 故事簡介
那是在被忘卻的月球上開演的“EXTRA”之物語。
存在於月球的，乃擁有能實現任何願望之力量的靈子計算機“Mooncell Automaton”。構築於Mooncell內部的，為靈子虛構世界“SE.RA.PH”。
原本過著普通校園生活的主人公，隨著對現況感到違和，正式踏入一場零和遊戲當中。經過預選後共誕生了共128名Master，在近300個英靈中覓得代理戰鬥的Servant，一旦戰敗就會迎來死亡。忘記過去的主人公，能在眾多Master中勝出嗎？
賭上“聖杯”，由魔術師與英靈引發的新的月之聖杯戰爭開演。

## 遊戲概要
本作是建基於TYPE-MOON Fate系列的对战型迷宫RPG类型游戏，由Marvelous Entertainment制作，奈须蘑菇担任本作的脚本监修，武内崇担任人设监修该作本作的设定。部分人物姓名与Fate系列原作相同，但是设定上存在差异，因而被視為原作的分支作品，而非後續。
《Fate/EXTRA CCC》則是延續《Fate/EXTRA》系統的後續作品，同樣是对战型迷宫RPG类型游戏。

### 製作成員
- 劇本：奈須磨菇（TYPE-MOON）
- 人物監修：武内崇（TYPE-MOON）
- 人物設計：
- Servant考證：三輪清宗
- 寶具設計：huke
- 音樂：細江慎治
- 製作人：新納一哉
- 總製作人：水谷英之
- 開發經理：門脇宗悦
- 音效制作：細江慎治

### 主題曲
- 「亂世英雄（亂世エロイカ）」
  - 主唱：ALI PROJECT，填詞：寶野亞莉華，作曲、編曲：片倉三起也

### 限定版
由武内崇繒製的特製豪華限定版BOX SET 與通常版同日限定發售。此限定版除了遊戲本體外，內含特典物包括:
1. SP-009セイバー エクストラfigma (附有兩款面相可供交換使用台座支稱架及武器配件)
2. イラスト集「フェイト／エクストラ　ビジュアルワークス」&リミテッドサウンドトラック (Illustration Collection「Fate / Extra  Visual Works」& Limited Soundtrack)
另外，先行予約附送FATE EXTRA 設定資料CD: Fate/the Fact。
限定版同梱原聲盤收錄歌曲
1. Servant/EXTRA (Saber, everything is on her hand)[2:53]
2. Main (school, friends, the usual) [3:56]
3. Maze (Sea Shallow) [2:33]
4. Duel (in trouble) [4:07]
5. Maze (Deep Sea) [4:49]
6. Battle (Deep Sea) [4:23]
7. Canal to terminal (enemy and you) [3:16]
8. Servant/stay night (Archer, nobody knows him the hero) [3:35]
9. Down to Dawn [3:50]
10. Servant/EXTRA (Caster, extra life with anyone she wants) [4:25]

## Fate/EXTRA CCC
遊戲舞臺是西曆2032年的月海原學園。舞臺與前作相同，但世界發生變異，講述的是完全不同的故事。於2013年3月28日發售。

### 製作成員（CCC）
- 主劇本：奈須磨菇
- 副劇本：奈須磨菇、石川夏子、熊衣べる、赤羽良保
- 人物原案：武内崇
- 人物設計：ワダアルコ
- 音樂制作：TYPE-MOON
- 製作人：水谷英之
- 開頭動畫製作：SHAFT

### 主題曲（CCC）
- 開首曲「櫻迷宮（サクラメイキュウ）」
  - 主唱、填詞、作曲：分島花音，編曲：千葉!“naotyu-”直樹
- 結尾曲「開花。（Blossom.）」
  - 主唱：丹下櫻，填詞：安川正吾，作曲、編曲：石濱翔

## 世界觀
以2030年代的近未來世界為舞台。此作的世界觀與TYPE-MOON多作共通的世界觀基本設定一致，但卻是從TYPE-MOON多作共通世界觀的1970年代派生出來的平行世界，而並不單純是月姬和Fate等作品的未來。部份用語的意思可能與月姬和Fate等作品原有的用語有所不同。世界觀的基本設定可參考TYPE-MOON其他作品的的世界觀。
在本作舞台的2030年代世界中，被稱為「西歐財閥」的巨大組織利用財力、武力進行世界規模的徹底性資源管理，所以技術以及人類的進步正停滯不前。因此表面上技術從2000年代起就沒有改變。
在這個世界中大源的魔力（Mana）已經枯竭了。因此TYPE-MOON多作共通的世界觀中的「魔術」和「魔術師」幾乎都衰落了，魔術協會也只餘下本來就不太依賴魔力的「阿特拉斯院」，其餘皆遭到西歐財閥的圍剿而瓦解。而殘存的魔術師們為了因應失去魔力的新環境，開發出能將自己的靈魂變換成靈子，並以靈子入侵網路世界的新式魔術，成為人稱「靈子駭客」的新世代魔術師。

### 名詞
Moon CELL（ムーンセル）
正式名稱為Moon CELL automaton（ムーンセル・オートマトン）或者Moon cellular automaton。太陽系最古老物體的謎之物體。以魔術概念實現量子電腦的自動記事裝置。從地球誕生起一直觀察、把地球上一切生物、生態、歷史，甚至靈魂都記錄下來。作為觀察的一環，更將許多的「假如」也記錄在內。這個聖杯之所以是聖杯，就是它能將這些「假如」實現。
靈子虛擬世界
Serial Phantasm，通稱「SE.RA.PH.（セラフ）」。由靈子構築成的虛擬現實世界。由於是由靈子構築成的世界，所以比僅由電子構築成的虛擬現實更為真實。在這個世界中戰敗和死亡會導致靈魂的消滅以及存在本身的抹消，就像是電腦系統刪除檔案一樣。
靈子
無論是無機物還是有機物，一切存在均擁有的情報體。是把「存在雛形」這一形而上概念具體化為數據的東西。直白地說就是數據化的靈魂。
魔術師（Wizard）
人稱「靈子駭客」的新世代魔術師，使用扭曲世界之理的「新魔術」的人。能夠將自己的靈魂變換成靈子，登錄和介入靈子虛擬世界管理系統的。除部份的魔術師能力較高，可以一定的修改系統外，其他大部份的Master都統一穿著「月海原學園」的校服。
幾乎失傳的古老魔術是「Magi」；而古老魔術師是「Magus」。
聖杯
被當作能夠實現一切願望的東西的總稱。今次的聖杯是指在月面發現的太陽系最古老物體「Moon CELL Automaton」。
聖杯戰爭
圍繞聖杯的戰鬥的總稱。今次圍繞Moon CELL（聖杯）的聖杯戰爭，是模仿魔術師（Magus）過去所進行過的，以Master和Servant身份圍繞聖杯互相殘殺的儀式而成。
雖然形式類似於《Fate/stay night》中的聖杯戰爭，但並非由規則到構造都完全一樣。例如這個聖杯戰爭是以淘汰賽形式進行。Master們必須以隨機的對手在每個星期的終結日，透過Servant進行一對一的對決，負方會被抹消，而最終優勝者就能夠得到聖杯。另外，原作的聖杯戰爭在一次戰爭中會叫出7個Servant，他們的職階（Class）不會重複；在Moon CELL內進行的聖杯戰爭，會叫出128個Servant，職階亦可重複。
Servant
將Moon CELL內所記錄的「英雄、偉人」靈魂（即是英靈）的數據在靈子虛擬世界上誇張並再現。並不是電子性的存在，而是由第三法「靈魂物質化」實體化的靈子生命。
Servant的「職階」，基本上是Saber（劍士）、Lancer（槍兵）、Archer（弓兵）、Rider（騎兵）、Assassin（暗殺者）、Berserker（狂戰士）、Caster（魔術師），但根據英靈的特性也有可能會出現額外的職階。原來的聖杯戰爭的召喚系統因為是由西洋魔術世界所創造，所以只能叫出西洋英靈（也有部份例外），但今次的聖杯戰爭因為是由Moon CELL所發起的東西，所以可以召喚東洋英靈。Assassin職階本來也只有哈桑·薩巴赫們能夠當上，但今次能召喚哈桑以外的Assassin。
Master
登錄到靈子虛構世界參加聖杯戰爭的魔術師。他們各自都會被賦予Servant和3個一次性的Servant強化裝置「令咒」。
令咒
通過預選，成為系統認可的的Master後獲得，是參加聖杯戰爭本戰，召喚Servant的條件。一旦全用完就會game over死亡。
月海原學園
聖杯戰爭的舞台。在SE.RA.PH.中創造出的21世紀學園景色。追求聖杯而登錄到靈子虛擬世界的魔術師首先會被Moon CELL消除記憶，以這個學園的居民身份生活。其中能取回自我的人，就能通過預選，成為系統認可的Master，在這裡得到自己的私人房間。由於參加者人數過多難以集中在同一個地方，所以存在著多個月海原學園（不論預選還是正式開戰）。聖杯戰爭第一戰的時候會同時運營七個校舍。第二戰時會被限制在兩個校舍中，第四戰時剩下的Master會被聚集在最後的校舍。設置在各個月海原學園中的NPC是完全一樣的。校舍就像是漂浮在“SE.RA.PH.”這個海洋上的殖民地或是船隻，每進行一戰就會增加深度，最終會抵達Moon CELL中樞。在送出最後的Master後，校舍便會在巨大的情報旋渦中塌毀。
NPC
Master和Servant以外唯一存在於靈子虛擬世界的意識體，其實是再現地球上曾經或現在存在的人類的數據化人工智能角色，在聖杯戰爭中執行管理、監督等任務，以維持系統的和聖杯戰爭的運作，像是原作中出現的監督者一樣。NPC會扮演一所學校中會出現的人物的角色，例如會扮演學生會成員，穿著黑色制服出現在舞台上。
月之背側（月の裏側）
將月球朝向地球的一面當作正面，無法從地球觀測到的一面則是背面。
Fate/EXTRA是從月之表側第一層到第七層進而前往中心，CCC則是從月之背側（沒有階層概念）前往中心，兩邊的終點都是Moon CELL中樞。月之背側是保管Moon CELL不需要的情報的地方，接近於垃圾場。月之背側是連被分類到惡性情報（對人類甚至智慧生命體有弊無利的東西）的數據都吞噬掉的虛數空間，也是連Moon CELL中樞的“眼”都禁止干預的最高禁忌領域。進入這裡的數據會被人類的惡性給吞噬，失去存在意義，最後將會“意義消失”。月之背側也可以說是積聚了Moon CELL每次觀測時所增加的污染物質的大海。
Alter Ego
從自我中分離出的其他人格。本作中是指由BB的感情製作而成的高級AI。她們擁有靈魂，作為不同於BB的生命體而活動。創造靈魂在Moon CELL中並不太困難，靈魂的設計本身早已被解釋清楚，問題在於靈魂這個“框架”中是否擁有自我意識。 Alter Ego是從不完全的複制形式中誕生，由於她們想要彌補當中的缺損，因而獲得了不同於BB的獨自的自我意識。
Beast

## 遊戲系統
個人房間（My room）
給予每一個參戰Master的私人房間，能在這個房間裡跟Servant談話以及進行作戰會議。
魂之竄改
剛結下契約的Servant實力並不完善。但可以通過魂之竄改來強化Master與Servant之間的牽絆，從而恢復失去的力量和技能。
暫緩期（Moratorium）
與敵方Servant進行決戰之前有六天的暫緩期。必須在這六天之間取得敵方Servant的情報矩陣，在鬥技場內搜索暗號鑰（後述）或進行鍛鍊。
鬥技場（Arena）
各式各樣的戰鬥舞台。在其中取得暗號鑰(Trigger)才能得到決戰的參加資格。
暗號鑰（Trigger）
用於進入決戰場的鑰匙。暗號鑰在每一戰中有第一暗號鑰（Primary trigger）和第二暗號鑰（Secondary trigger）兩個，分別存在於兩層鬥技場的某處。
情報矩陣（情報Matrix）
各個Master得到的攜帶終端所具備的功能之一，將會逐漸記錄敵方Servant的情報。每當取得新情報，Matrix Level就會上升，分為Lv0〜Lv3和LvE數個階段。
禮裝
魔術禮裝。裝備上後可以在戰鬥中或者探索鬥技場時使用Code cast（後述）。

### 戰鬥
指令式戰鬥（Command battle）
戰鬥被設定成ATTACK、BREAK、GUARD三個互相剋制的指令，一回合裡必須先決定好六步。
Code cast
除了Servant的行動外，Master在各個回合裡也可以介入戰鬥一次。視裝備中的禮裝而定，可以使出不同效果的Code cast。另外也能改為使用道具。
死亡結局（Dead end）
此作品除了在鬥技場內敗給Enemy（エネミー）的正常game over之外，還存在著多個死亡結局和壞結局。

## 登場人物
一部分人物設定可參照Fate/stay night、Fate/hollow ataraxia、Fate/Zero。

### 《Fate/EXTRA》登場的人物

#### 玩家角色
岸波白野（聲：阿部敦（男性）、石川由依（女性））
身高：170cm 體重：63kg（男性） / 身高：160cm 體重：45kg（女性）
玩家角色。遊戲開始時可自由設定名稱和選擇性別。
入選正式比賽的128名Master之一，唯一一名入選後沒有尋回過去回憶的Master。
最初只是因為「不想死」而順著生存本能在行動著，不過隨著聖杯戰爭的進展而有了很明顯的成長。
Fate/EXTRA中可在三名Servant中選擇一位作為自己的Servant。在Fate/EXTRA CCC中可選Servant增加至4個。
Saber（聲：丹下櫻）
身高：150cm 體重：42kg 三圍：B83/W56/H82 生日：12月15日 屬性：混沌·善
能力值：筋力：D 耐久：D 敏捷：A 魔力：B 幸運：A 寶具：B
身穿鮮紅衣服的男裝少女。主人公可選的Servant之一。手持形狀奇異的紅色蛇形劍隕鐵之鞴「原初之火（Aestus estus）」作為武器，以此為基礎的劍技分別有「散花天幕（Rosa Ichtus）和「喝采聲猶如劍戟交錯（Gladisanus Plauseram）等。
在Fate/EXTRA CCC中改穿了宛如純白新娘的拘束服，配劍也變成白色。
真名為尼祿（Nero Claudius），是羅馬帝國第五任皇帝，是一名暴君。
Archer（聲：諏訪部順一）
身高：187cm 體重：78kg 三圍：B97/W81/H96 生日：消失 屬性：中庸·中立
能力值：筋力：C 耐久：C 敏捷：C 魔力：B 幸運：D 寶具：?
持有技能：對魔力：D 單獨行動：C 心眼（偽）：B 千里眼：C+ 魔術：C-
身穿紅色外套的年輕男性，喜歡接近戰的弓兵。主人公可選的Servant之一。
在Fate/EXTRA CCC中改穿了紅色機車裝。
詳細參照Fate/stay night角色列表的Archer條目。
跟Fate/stay night中的Archer幾乎沒有分別，但由於在Moon CELL中是作為所有無名英雄的代表而出現，因此真名顯示為無名。
寶具：無限劍製（Unlimited Blade Works）
他所擁有的固有結界。其中積累了他所見過的具有「劍」之概念的全部兵器。
CCC新增最強攻擊技「永恆遙遠的黃金之劍（Excalibur Image）」。
Caster（聲：齋藤千和）
身高：160cm 體重：49kg 三圍：B86/W57/H84 屬性：中庸·惡
能力值：筋力：E 耐久：E 敏捷：B 魔力：A 幸運：D 寶具：B
身穿露出度高的藍色巫女服，長有狐耳和狐尾的咒術師少女形態。主人公可選的Servant之一。
在Fate/EXTRA CCC中改穿了西式拘束服。
擅長魔攻，曾經是最終BOSS--特維斯·H·皮斯曼的從者。
真名為玉藻前，是日本傳說中的白面金毛九尾狐。
為了實現「想成為良妻」的願望，陰差陽錯化為英靈，因此一直沒能發揮出本來的規格。據說有變身的技能但因為過去的事而不願意使用。
在CCC中揭露了其實很擅長烹飪。尤其是日式料理。

#### Master
遠坂凛（聲：植田佳奈）
身高：159cm 體重：48kg 三圍：B82/W57/H80 血型：O型 生日：2月4日
本作的女主角之一。沒落名門遠坂家的魔術師。擅長中國料理，黑色的長髮和過膝長靴為定制的虛擬形象，地球上原本的頭髮其實是金色的。
外表和個性跟《Fate/stay night》的遠坂凛非常相似，但卻是不同的人。過去的遠坂家當主遠坂時臣在海外留下的血脈的後裔，也可以說是平行世界的遠坂凛。
拉妮八世（聲：真田麻美）
身高：157cm 體重：45kg 三圍：B80/W58/H81 血型：A型 生日：1月1日
本作的女主角之一。從鍊金術組織「亞特拉斯學院」送來參加聖杯戰爭的少女。缺乏感情起伏。
精通國際象棋，卻慘敗在Gilgamesh手上。
間桐慎二（聲：神谷浩史）
身高：171cm 體重：59kg 血型：B型 生日：5月5日
第一回合的對手，同時是主人公的朋友。亞洲遊戲冠軍。性格傲慢，不服輸的他對天生有高貴氣質的雷奧感到反感。
真實年齡為8歲。生於西歐財閥轄下亞洲圈（香港或台灣一帶）的小康之家。雙親從西歐財閥購入優秀的遺傳因子而誕生出的設計嬰兒。
Servant是一名手持雙手槍的Rider。
與《Fate/stay night》的間桐慎二並非同一人。
萊昂納多·貝斯特里歐·哈維（聲：朴璐美）
身高：155cm 體重：52kg 血型：A型 生日：12月24日
西歐財閥—哈維財閥的下任盟主。
Servant是一名身著白銀鎧甲的Saber。
尤裡烏斯·貝爾奇斯古·哈維（聲：羽多野涉）
身高：162cm 體重：59kg 血型：A型 生日：不明
在預選賽中被分配的角色是月海原學園新任的葛木老師。雷奧同父異母的哥哥。
丹·布萊克摩亞（聲：麥人）
身高：166cm 體重：73kg 血型：B型 生日：10月3日
第二回合的對手，注重騎士道精神的老練士兵。曾經是西歐財閥的同盟英國的狙擊手。
為「死徒二十七祖」的第十六祖--葛蘭索格・布拉克莫亞的人類後裔。
Servant是一名身穿綠色裝束的Archer。
愛麗絲（聲：野中藍）
身高：137cm 體重：30kg 血型：不明 生日：不明
第三回合的對手。
本名不明。外表是年約八歲的可愛少女，性格也如外表一樣天真而柔弱。
擁有從SE.RA.PH.組成龐大魔力的技能，但作為魔術師的生存力卻在主人公以下。
實質上是在電腦空間徘徊的亡靈（Net Ghost）。愛麗絲的肉體早已經不存在。
並非主動參加聖杯戰爭，由於長久以來的寂寞，不知不覺就參加了。
生前的國籍是英國。在第二次大戰末期，在空襲中身負重傷而命不久矣。
但由於查明了她具有魔術迴路，之後為了研究而被延長了性命。
在持續數年的痛苦中，她的肉體終於死亡。但是精神卻一直殘留在她所連接的網絡上，作為電腦魔一直生存。
逃離了只有痛苦的現實，在電腦空間這個"夢境世界"裡漂流。在網絡的各處奔走，不知不覺走到了Moon Cell，同Caster定下了契約。
身為Master卻不參加聖杯戰爭而眺望著SE.RA.PH.，偶爾發現了和自己相似的主人公，為了和他說話便移動到了本選會場，以Master的身分戰鬥。
藍路君（聲：小林優）
身高：185cm 體重：44kg 血型：O型 生日：11月16日
小丑打扮的女性。食人者。
Servant是身著黑色鎧甲的Lancer。
臥藤門司（聲：伊藤健太郎）
身高：190cm 體重：83kg 血型：A型 生日：3月31日
第四回合的對手之一。
自稱學遍所有宗教，走遍所有神學的超級求道者。
性格豪快、不屈而單純。無法溝通，像失控火車一樣的人。雖說窮究了古今東西的宗教和神話，但是他的根本似乎是佛教。
比起三頓飯他更喜歡戰鬥，但是絲毫不嗜好殺人。在聖杯戰爭中他的行動像狂戰士一樣，但只不過是體現出了「敵則殺之，戰則勝之」這條真理。
經過嚴酷而且嬉皮的修行，在亞利桑那州得到了靈感後，單獨去挑戰登上喜馬拉雅山，在山頂附近遇上Berserker。
雖然邂逅上了原初的神性，但是人類並沒有用來定義它的言語。臥藤為了將她當做新的女神來傳教，敲上了他不太喜歡的Moon Cell的門。
（其實他好幾年前就作為優秀的人材受到Moon Cell的招募）
Servant是Berserker化的真祖。
特維斯·H·皮斯曼（聲：東地宏樹）
身高：175cm 體重：58kg 血型：A型 生日：4月30日
在Moon Cell中樞等待聖杯戰爭勝利者的人物。
初期實踐出靈子駭客技術的科學家，亦是在戰場上救助人命的奇人，據說病態般地嫌惡戰爭。
實際上是由Twice H. Peaceman的情報創造出來並且具有自我意識的NPC。
為了利用戰爭讓停滯下來的人類世界繼續進步，等待著能用聖杯為他引發大規模戰爭的勝利者出現。
Servant是Saver(Savior)釋迦牟尼。

#### NPC及AI
言峰神父（聲：中田讓治（廣播劇，Fate/EXTRA CCC））
擔任本次聖杯戰爭監督一職的AI。
藤村大河（聲：伊藤美紀（只限廣播劇CD版））
擔任月海原學園2年A班班主任的女教師。
間桐櫻（聲：下屋則子（廣播劇，Fate/EXTRA CCC））
身高：156cm 體重：46kg 三圍：B85/W56/H87 血型：O型 生日：3月2日
長駐醫務室的少女，擔任保健委員一職的AI。
柳洞一成（聲：真殿光昭（只限廣播劇CD版））
主人公的同班同學兼學生會長。
間目智識
管理圖書室的NPC。
有稻幾夜
管理鬥技場（Arena）的NPC。

#### Servant
Rider（聲：高乃麗）
身高：162cm 體重：55kg 屬性：混沌·惡
能力值：筋力：D 耐久：C 敏捷：B 魔力：E 幸運：EX 寶具：A+
使用雙手槍的英靈。Master是間桐慎二。
真名為弗朗西斯·德雷克（Francis Drake），是英國著名的私掠船長、探險家和航海家。
Archer（聲：鳥海浩輔）
身高：175cm 體重：65kg 屬性：中庸·善
能力值：筋力：C 耐久：C 敏捷：B 魔力：B 幸運：B 寶具：D
使用小型十字弓，身穿綠衣，體型消瘦的男性英靈。Master是丹·布萊克摩亞。
真名為羅賓漢（Robin Hood），是英國傳說中劫富濟貧、行俠仗義的綠林英雄。但正確來說，他並非羅賓漢本人，而是接受人們願望而承接英雄「羅賓漢」名號的無名英雄之一。
真身是幼年失去雙親、被德鲁伊僧侣收養的孤兒，居住於某個村子旁的森林之中。因為無法棄遭受暴政的村子於不顧，年輕的他拿起了弓，以一人之力對抗著領主的軍隊，穿上綠衣隱藏武器與容貌，設下陷阱、埋伏奇襲、下毒等等都是家常便飯，即便被罵為是無恥之徒，依舊持續扮演村民所期望的「英雄」。但村子為了自保，卻極力撇清與青年的關係，以避免受到領主的問罪。然而青年終究到了極限，於開始活躍還不到兩年時死於敵人之手，而在死後作為「羅賓漢」而英靈化。
於Fate/EXTRA CCC中亦有登場，Master更換為BB。
二回戰結束後被BB蘇生，成為BB的從者，作為尖兵而活躍在迷宮中。
消除懲罰（penalty）影響後的真正HP為前作的一倍，CCC中增加新技能除猛毒外還附帶麻痹效果。
於Fate/EXTRA Sound Drama及其附錄《回來了，櫻花老師》中提到除劍之外一切武器皆能運用自如。
Caster（聲：野中藍）
身高：不定 體重：不定 屬性：不定
能力值：筋力：D~E 耐久：D~E 敏捷：D~E 魔力：D~E 幸運：D~E 寶具：EX
持有技能：變化：A+ 自我改造：A 陣地製作：A
身穿黑色洛麗塔的少女Servant，與愛麗絲的外貌極為相似。Master是愛麗絲。
真名為童謠（Nursery Rhyme），原本是一種繪本的體裁，承載著孩子們夢想的同時作為「孩子們的英雄」而Servant化。
寶具1：為某人寫的故事（Nursery Rhyme）
其本身就是一個固有結界，會映照Master的內心，根據Master所夢見的東西來塑造出疑似Servant。
寶具2：永久機關・少女帝國（Queen's Glass Game）
無法在規定回合前打倒Caster的話，她們的遊戲就會永遠延續。童謠會變化成Master所期望的東西，此寶具可以說是Master愛麗絲的夢的具現化。
Jabberwocky（聲：景浦大輔（只限廣播劇CD版））
Caster在鬥技場內呼喚出的怪物。
Lancer（聲：江川央生）
身穿黑色盔甲，紅色披風的男性Servant。Master是藍路君。
真名為弗拉德三世，是瓦拉幾亞大公，也是著名的吸血鬼德古拉伯爵的原型。
《Fate/Apocrypha》中同樣也有Lancer職階的弗拉德三世，但不論外表、武器或言行舉止皆與本作相異，真要說的話，本作的弗拉德三世是身為狂熱信徒騎士，以及深愛妻子的一面。
Berserker（聲：柚木涼香（EXTRA）、長谷川育美（EXTRA Record））
身高：167cm 體重：53kg 生日：12月24日 屬性：秩序·中立
能力值：筋力：A+ 耐久：B 敏捷：A 魔力：C 幸運：D 寶具：E
持有技能：Berserker化：A→C 魔眼：A→C 原初之一：EX→×
身穿白色衣服和紫色長裙的女性英靈。Master是臥藤門司。
真名為愛爾奎特（Arcueid），是Type-moon作品月姬中的人物，為吸血鬼真祖。
寶具：血之姐妹（Blut die Schwester）
與其說是寶具，更像是她的特性。她作為地球的觸覺，會把周圍的環境地球化。遵循月球的法則而重現出的Servant和魔術師，在她面前等於被放置在六倍大的重力之下。
Assassin（聲：安井邦彦）
身高：166cm 體重：60kg 屬性：中庸·惡
能力值：筋力：B 耐久：C 敏捷：A 魔力：E 幸運：E 寶具：無
持有技能：氣息屏蔽：- 中國武術：A+++ 圈境：A
身穿中國服飾的男性英靈。Master是尤裡烏斯·貝爾奇斯古·哈維。
真名為李书文，是清末武術名家，為八極拳代表人物之一。
所有的戰鬥皆用一拳解決，第一位把尼祿逼上使用寶具的servent，在令人心蕩神馳的黃金劇場中能力下降，李書文則在提高的情況下虐打尼祿，迫使其使用童女歌誦的浮華帝政，其後以猛虎硬爬山反擊，單以掌壓將尼祿打到殘血，但卻輸在手掌和刀劍的攻擊距離上。
寶具1：無二打
明確來說是武術的真髓。讓周圍的空間充滿自己的「氣」，從而創造出一個完全屬於自己的領域。領域內的人一部份感覺會被擾亂，處於緊張狀態，在這個狀態下給對方的神經打進直接衝擊的話，將會因為迷走神經反射而心跳停止，換言之就是休克而死。
寶具2：猛虎硬爬山
Berserker化後所施放的連續攻擊。八極拳的奧義之一，李書文終生依靠的必殺套路。每一擊都是以李書文作為釋放點的大地能量。
Berserker（聲：安井邦彦）
身高：225cm 體重：153kg 屬性：混沌·惡
能力值：筋力：A+ 耐久：A+ 敏捷：B+ 魔力：C+ 幸運：C+ 寶具：A
持有技能：Berserker化：A 勇猛：B 反骨之相：B
身穿紅色盔甲的英靈。Master是拉尼八世。
真名為呂布奉先，是中國東漢末年的著名武將與割據軍閥。
在和庫丘林的戰鬥中略占上風，無奈master的能力卻輸對方一大截，導致戰況僵持不下。
後和尼祿對戰，單方面用武力壓制尼祿，但master不願意白野輸掉，就讓尼祿打敗呂布。
寶具：軍神五兵（God Force）
呂布的主武器方天畫戟的真名。
實際上方天畫戟是北宋的兵器，呂布的時代並不存在。這柄軍神五兵是他的軍師陳宮為他設計的人工寶具。
陳宮將神話中的戰神蚩尤（六隻手臂拿著不同武器）的形象套到呂布身上，設計出能夠變形成五種形態的武器，讓呂布的武藝能夠無拘無束地施展出來。不過Berserker化之後僅餘下矛和炮的形態（Force）。
Lancer（聲：神奈延年）
身高：185cm 體重：70kg 屬性：秩序·中庸
能力值：筋力：B 耐久：A 敏捷：A 魔力：C 幸運：D（設定集內為E） 寶具：B
持有技能：對魔力：C 戰鬥續行：A→C 神性：B
身穿藍色緊身衣的男性Servant。Master是遠坂凜。
真名為庫丘林（Cu Chulainn），是凱爾特神話中半人半神的英雄。
曾在Fate/stay night和Fate/hollow ataraxia中出現，可參考Fate/stay night角色列表
寶具：刺穿死棘之槍（Gae Bolg）
刺出後必定貫穿對方心臟的紅色魔槍。真相為因果的逆轉，在得到槍擊命中心臟的結果之後才施放槍擊。
Saber（聲：水島大宙）
身高：180cm 體重：78kg 屬性：秩序·善
能力值：筋力：B+ 耐久：B+ 敏捷：B 魔力：A 幸運：A 寶具：A+
持有技能：對魔力：B 騎乘：B 聖者之數字：EX
身穿銀色盔甲的男性Servant。Master是萊昂納多·貝斯特里歐·哈維。
真名為高文（Gawain），是圓桌騎士之一，亞瑟王的外甥。
寶具：轉輪勝利之劍（Excalibur Gallatin）
亞瑟王的聖劍Excalibur的姊妹劍，與其一樣本來是湖中仙子所擁有的。
亞瑟王的聖劍是聚集星球的光輝，而高文卿的聖劍是顯現出太陽的熾熱光線。
Saver（Savior）（聲：田中秀幸（只限廣播劇CD版））
身高：不明 體重：不明 屬性：秩序·中立
能力值：筋力：A 耐久：A 敏捷：C 魔力：B 幸運：B 寶具：A++
持有技能：領導力：A+ 對英雄：EX
遊戲最終首腦。Master是特維斯·H·皮斯曼。
真名為覺者（Buddha），是佛教中達至覺悟的人。
至所以作為Servant回應了召喚，是因為特維斯的苦惱實在太過罪孽深重，讓人難以棄而不顧。Savior並不是在幫助Master，他只不過是對Master展示了慈悲。

#### 其他
蒼崎青子
蒼崎橙子的妹妹。擁有「宇宙戰艦」之別名的魔術師。
與聖杯戰爭沒有直接關係，但作為系統管理人員給Servant施行「魂之竄改」。
自稱是「因為覺得這個未來有點可疑，為了不演變成奇怪的事情，所以來看下」。
由於是魔法使，所以魔力枯竭後依然在活動。
詳細參照月姬條目。
蒼崎橙子（聲：無）
蒼崎青子的姐姐。對於魔術和電腦世界擁有很深的造詣，會給主人公提供可靠的意見。
她熟人的熟人的一部分意識卡在了電腦空間，她為了尋人而與Moon CELL締結契約，以協助管理系統作為條件得到長期逗留的權利。
由於是傾向阿特拉斯院類型的魔術師，所以魔力枯竭後依然在活動。
詳細參照空之境界條目。
男學生
序章時操作的人物。黑色短髮。
在虛假的學園生活中隸屬新聞部，被賦予了間桐慎二和柳洞一成朋友的身份。
雖然察覺到虛假學園生活的真相但在預選中戰敗死亡。
兩儀式（聲：坂本真綾）
二周目以後的隱藏Boss，作品《空之境界》的主人公。被藤村大河稱為“無差別級的奇怪東西”(戰鬥中名稱顯示為Monster)。
她認為獵殺100名Servant就能回歸原本的世界。與主人公會面時已經殺掉了99名。,
根據Archer的判斷，她不是從者和英靈，而是屬於魔人的類別。
Archer形容她為「聖杯戰爭裡的都市傳說」，Caster則形容為「月亮的荒魂」。
艾莉西亞・哈維
雷奧的母親。

### 《CCC》登場的人物

#### 玩家角色（CCC）
吉爾伽美什（Gilgamesh，聲：關智一）
身穿黃金鎧甲的青年，王中之王，英雄王。
紀元前，統治著蘇美爾的都市國家烏魯克的半神半人的王。鞏固了蘇美爾的城寨都市文明傑出的人物。
據說三分之二是神，三分之一是人，擁有高度的神格，此世無人能與他匹敵，作為得到了此世一切的超越者被完成。
作為英靈，在對英靈戰中是絕對強者。騎士們的王，征服的王，持有王這稱號的英雄數不勝數，但獲得“所有英雄們的王”之名的天地之間僅此人而已。
在Fate/EXTRA CCC中的職階為「Gilgamesh」（在Fate/EXTELLA中的職階為「Archer」），是主人公可選的Servant之一。
詳細參照Fate/stay night角色列表及Fate/Zero角色列表的Archer（金）條目。
寶具1：王之財寶（Gate of Babylon）
吉爾伽美什使用的攻擊技能，『Gate of Babylon』是把收集起來的財寶如箭矢一般射出。也就是通往黃金之都的大門敞開，從他的寶物庫中將財寶射出。
吉爾伽美什所儲藏的東西與其說是財寶，不如說是「人類智慧的原典」其本身。
若是有英雄王的寶藏中不存在的東西，那無非是『新人類所構想、創造出的，依據全新概念而成的東西』、『依據其他天體上有智慧的生命體所創造的文明技術而成的東西』以上其中一種情況。
順帶一提，射出來的寶具在使用後，很快就會回到吉爾伽美什的寶物庫中。本人解釋是因為有回收用的優秀寶具。
寶具2：天地乖離 開闢之星（Enumaelish）
被冠上美索不達米亞神話中父神之名的異形劍『乖離劍伊亞（Éa）』，藉由劍身三個部分各自逆方向旋轉來切斷空間。
在遊戲中是出手必勝的寶具，效果為-99999+即死（Death），任何防禦無效，四回合後及對手HP處於30%以下時方能使用。
寶具3：天之鎖鏈（Enkidu）
吉爾伽美什最為信任的寶具，是在對戰天之公牛時，友人恩奇都用來束縛天之公牛的繩索。天之鎖鏈擁有對神的詛咒，被捆綁的對像神性越高束縛力越強，是少數的對神用寶具之一。
在遊戲中的表現是攻擊傷害並高機率附加麻痺狀態。

#### Master（CCC）
吉娜可·克萊吉莉（Jinako Carigiri，聲：悠木碧）
身高：153cm 體重：82kg 三圍：B109/W87/H112 血型：B型 生日：11月3日
窩在勤務員室的女性。西歐的遊戲冠軍，網名為「蒔奈子（じな子，Jina子）」。
日裔德國人，父親為德國人，母親為日本人。由於父親很喜歡日本文化，因此取了發音像日本女生一樣的名字。
殺生院祈荒（聲：田中理惠）
身高：166cm 體重：53kg? 三圍：B96/W58/H86 血型：A型 生日：6月4日
真言立川詠天流的尼姑，但是頭巾下其實沒有剃髮。
缺乏戰鬥能力，擅長解析和治療心靈的魔術師。
實際上是CCC一連串事件的真正元兇。
在現實世界中已死亡，死因是被某名狂熱教眾刺殺。

#### NPC及AI（CCC）
BB
身高：156cm 體重：46kg 三圍：B85/W56/H87 血型：O型 生日：3月2日
能力值：筋力：★ 耐久：★ 敏捷：★ 魔力：★ 幸運：★
持有技能：黃金之杯：EX 自我改造：EX 十頂王冠：EX 百獸母胎：EX
失控AI。策劃出櫻花迷宮的罪魁禍首，將此作中出現的聖杯戰爭參加者拖入月球背面的元兇。與月海原學園保健室中的間桐櫻十分相似。其實本身就是間桐櫻，因為對主人公的愛戀與殺生院的介入，導致本身一分為二，將眾人囚禁入月球背面。以及之後的種種所作所為，其實，都只是為了保護某人……
Passionlip（聲：小倉唯）
身高：156cm 體重：1t 三圍：B160/W63/H87 血型：O型 生日：4月10日屬性：秩序·中立
能力值：筋力：A+ 耐久：A 敏捷：C 魔力：B 幸運：E 寶具：C
持有技能：氣息屏蔽：A+ 受虐體質：A Trash＆Crash：EX
長有巨型鉤爪般手腕的少女。酷似BB，實際為BB創造出來的Alter Ego之一。
寶具：直至死亡將我倆分斷（Brynhild Romancia）
對於對象的愛情越深，命中精準度和傷害數值就越高的寶具。
Meltryllis（聲：早見沙織）
身高：190cm 體重：53kg 三圍：B75/W55/H80 血型：O型 生日：4月9日屬性：秩序·善
能力值：筋力：E 耐久：C 敏捷：A+ 魔力：A 幸運：B 寶具：EX
持有技能：施虐體質：A Melt-virus：EX 騎乘：B
雙腳如同尖銳針刺般的少女。在好戰的性格之下擁有非同尋常的戰鬥力，與Passionlip一樣與BB的容貌十分相似。實際為BB創造出來的Alter Ego之一。
寶具：辯才天五弦琵琶（Sarasvati Melt-out）
本來不是對人，而是對眾、對界寶具。對擁有一定程度文明的圈子使用，將一個社會的理智和道德給溶化，使其化成一體然後加以吸收。
原材料是辯才天的琵琶。擁有操縱自然現象，特別是水與風、音樂與言語、辯論、詩文等「流動之物」的能力。

#### Servant（CCC）
Lancer（聲：大久保瑠美）
身高：154cm 體重：44kg 三圍：B77/W56/H80 生日：5月17日 屬性：混沌·惡（Berserker時為狂化·暴走）
能力值：筋力：C 耐久：D 敏捷：E（設定集內為A） 魔力：A（設定集內為E） 幸運：B 寶具：D
Berserker時：筋力：A 耐久：A 敏捷：B 魔力：D 幸運：C 寶具：E-（Meltlilith作為Master）
持有技能：陣地製作：B 戰鬥續行：B 龍息：E 拷問技術：A 領導力：C
Berserker時：狂化：E- 精神異常：A 對魔力：A 無辜的怪物：A
出現於櫻花迷宮內成為主人公敵人的Servant。
真名為伊莉莎白·巴托里（Erzsebet Bathory），是匈牙利的貴族，歷史上殺人數量最多的女性連環殺手。
所攜的長槍是名為「監獄城塞伊特（Csejte）」的魔槍，由她生前居住的城堡「塞伊特城」武器化而成。此槍具備麥克風、擴音器、煙幕、燈光、經理人、音響監督、電子音樂製作等舞台演出所必要的機能（工作人員是被囚在魔槍中的電子幽靈）。
寶具1：龍鳴雷聲（Kilenc Sarkany）
從匈牙利自古流傳的氣候精靈，雷鳴之龍的威勢變換而成的寶具。
將聲音和振動加以增幅，通過其共鳴來呼喚風雨。本來的功能是將聲音中的威嚴、領導力、治癒波動、惡意或者聲量增幅到九倍的九倍。
寶具2：鮮血魔孃（Bathory Erzsebet）
召喚出她生前居住的城堡「監獄城塞依特」，將其當作襯托自己的舞台。
讓魔槍變回本來的城堡並將其直接改造成巨大的擴音器，再配合五音不全的歌唱天賦來進行演唱。
迦爾納（Karuna，聲：遊佐浩二）
身高：178cm 體重：75kg 屬性：中立·善
能力值：筋力：B 耐久：A 敏捷：A 魔力：B 幸運：A+ 寶具：A++
持有技能：對魔力：C 騎乘：B 神性：A 無冠的武藝：- 貧者的見識：-
吉娜可·克萊吉莉的Servant。職階為Lancer，由於吉娜可開的玩笑而轉為Launcher。
實力足以與吉爾伽美什並駕齊驅的強大英靈。性格冷淡，但不代表他是個毫無想法的冷酷之人。對Master十分順從。
寶具：日輪啊，順從死亡（Vasavi shakti）
僅僅一擊的光槍。由雷光組成的必滅之槍。
Caster（聲：子安武人）
身高：146cm 體重：39kg 生日：4月2日 屬性：中庸·中立
能力值：筋力：E 耐久：E 敏捷：E 魔力：EX 幸運：E 寶具：C
持有技能：人類觀察：A 高速詠唱：E 無辜的怪物：D 道具作成：C
藍髮少年姿態的男性Servant。Master是殺生院祈荒。
真名為安徒生（アンデルセン，Andersen），為丹麦作家暨诗人，因為其童話作品而闻名於世。
寶具：為你寫的故事（Marchen meines Lebens）
安徒生所寫的自傳《我的生涯故事》的親筆原稿。他的集大成兼其生存方式的記錄。
此書的每一頁都透過由安徒生的愛戴者供應而來的魔力，顯現成「讀者想看見的安徒生」的姿態，並能夠變成分身來行動。
也可將此書恢復成白紙從頭開始寫作，藉此把特定對象培育成「主角」。成長的程度隨原稿的進展而提高，僅僅數頁的話只能引發細微的偶然，在完稿之際會讓對象成長為他自己心中的「最佳姿態」。

## 相關商品
- Fate/EXTRA パーフェクトガイド（ISBN 978-4-04-726794-7）
  - 本作的攻略本。2010年9月13日由enterbrain發售。
- Fate/EXTRA ビジュアルファンブック（ISBN 978-4-04-854608-9）
  - 2011年2月25日由角川書店發售。
- Fate/EXTRA CCC パーフェクトガイド（ISBN 978-4-04-728937-6）
  - 《CCC》的攻略本。2013年4月27日由enterbrain發售。
- Fate/EXTRA material（2015年8月16日發售） 本作設定資料集。

### 漫畫版
Fate/EXTRA
於《Comptiq》連載。作者為ろび〜な。劇本承襲原作遊戲，並以原創對細節進行補充。單行本由角川書店發售。
| 冊數 | KADOKAWA       | KADOKAWA               | 長鴻出版社    | 長鴻出版社             |
| 冊數 | 發售日期       | ISBN                   | 發售日期      | ISBN                   |
| ---- | -------------- | ---------------------- | ------------- | ---------------------- |
| 1    | 2011年9月17日  | ISBN 978-4-04-715776-7 | 2018年3月14日 | ISBN 978-986-474-684-2 |
| 2    | 2012年3月21日  | ISBN 978-4-04-120175-6 | 2018年6月20日 | ISBN 978-986-474-759-7 |
| 3    | 2012年12月6日  | ISBN 978-4-04-120488-7 | 2018年7月25日 | ISBN 978-986-474-812-9 |
| 4    | 2013年9月24日  | ISBN 978-4-04-120828-1 | 2019年1月18日 | ISBN 978-986-474-982-9 |
| 5    | 2014年3月26日  | ISBN 978-4-04-121054-3 | 2019年4月19日 | ISBN 978-986-504-084-0 |
| 6    | 2014年12月10日 | ISBN 978-4-04-102017-3 | 2019年4月19日 | ISBN 978-986-504-087-1 |

Fate/EXTRA CCC FoxTail
於《月刊Comp Ace》連載中。作者為。單行本由角川書店發售。
| 冊數 | KADOKAWA       | KADOKAWA               | 台灣角川       | 台灣角川               |
| 冊數 | 發售日期       | ISBN                   | 出版日期       | ISBN                   |
| ---- | -------------- | ---------------------- | -------------- | ---------------------- |
| 1    | 2014年3月26日  | ISBN 978-4-04-121055-0 | 2019年9月26日  | ISBN 978-957-743-246-9 |
| 2    | 2014年11月26日 | ISBN 978-4-04-102281-8 | 2019年12月19日 | ISBN 978-957-743-417-3 |
| 3    | 2015年8月26日  | ISBN 978-4-04-103326-5 | 2020年2月19日  | ISBN 978-957-743-575-0 |
| 4    | 2016年4月26日  | ISBN 978-4-04-104091-1 | 2020年2月19日  | ISBN 978-957-743-576-7 |
| 5    | 2016年11月26日 | ISBN 978-4-04-105046-0 | 2020年7月13日  | ISBN 978-957-743-850-8 |
| 6    | 2017年10月24日 | ISBN 978-4-04-106194-7 | 2020年7月13日  | ISBN 978-957-743-851-5 |
| 7    | 2018年6月25日  | ISBN 978-4-04-107171-7 | 2022年6月23日  | ISBN 978-626-321-516-0 |
| 8    | 2019年8月26日  | ISBN 978-4-04-108229-4 | 2022年6月23日  | ISBN 978-626-321-517-7 |
| 9    | 2020年12月26日 | ISBN 978-4-04-110505-4 |                |                        |
| 10   | 2021年11月26日 | ISBN 978-4-04-112108-5 |                |                        |
| 11   | 2022年12月26日 | ISBN 978-4-04-113156-5 |                |                        |

Fate/EXTRA CCC
《Comptiq》連載。作者為ろび〜な。單行本由角川書店發售。
| 冊數 | KADOKAWA       | KADOKAWA               |
| 冊數 | 發售日期       | ISBN                   |
| ---- | -------------- | ---------------------- |
| 1    | 2016年4月22日  | ISBN 978-4-04-103860-4 |
| 2    | 2016年11月26日 | ISBN 978-4-04-105024-8 |
| 3    | 2018年2月10日  | ISBN 978-4-04-106492-4 |
| 4    | 2019年2月9日   | ISBN 978-4-04-107812-9 |
| 5    | 2020年2月22日  | ISBN 978-4-04-811168-3 |
| 6    | 2021年2月10日  | ISBN 978-4-04-111004-1 |

### 廣播劇CD
Sound Drama Fate/EXTRA
總共4卷的廣播劇CD系列。
- 監督 - 高宮宏臣
- 劇本 - 九条ケント
- 音樂 - SIDE CONNECTION
- 販賣 - HOBiRECORDS

1. 第一章「月之聖杯戰爭（月の聖杯戦争）」 CD4光碟 2013年1月25日發售
2. 第二章「強きもの弱きもの」 CD4光碟 2013年6月28日發售
3. 第三章「セイジャノシカク」 CD4光碟 2014年3月28日發售

特製廣播劇CD
- 外傳「炎のリベンジマッチ 皇帝の弁当コロッセウム」Comptiq 2013年1月號 附錄（劇本 ACPI）
- 外傳「とびだせ！史上最大！月面横断 ウルトラクイズ」Comptiq 2013年4月號 附錄（劇本 磨伸映一郎）

## 相關項目
- Fate/stay night
- Fate/hollow ataraxia
- Fate/Zero

## 外部連結
- 電視動畫 《Fate/Extra Last Encore》-官方網站（页面存档备份，存于）（日語）
- 電視動畫 《Fate/Extra Last Encore》-官方的X（前Twitter）（日語）
- Fate/EXTRA 官方網站（页面存档备份，存于）（日語）
- Fate/EXTRA CCC 官方網站（页面存档备份，存于）（日語）